# Georg Siegmund Stracke
Georg Siegmund Stracke (* 17. September 1755 in Leer; † 21. März 1814 in Hatshausen, heute Teilort von Moormerland) war ein deutscher lutherischer Pastor und Förderer der äußeren Mission.

## Leben und Werk
Stracke war der Sohn eines Schneidermeisters. Nach seinem Theologiestudium amtierte er seit 1777 als Pastor in mehreren ostfriesischen Gemeinden, unter anderem in Hatshausen (1783–1814). Seine theologische Ausrichtung war besonders von Philipp Jakob Spener, dem „Patron des Pietismus“, geprägt. Wenngleich nicht unumstritten, so erlangte er in seiner Arbeit offensichtlich Ansehen, besonders als Kanzelredner; seine „Prediger-Gaben“ sollen „vorzüglich“ gewesen sein.
Der rührige Pastor war ein Vertreter der konservativen Erweckungsbewegung und gehörte dem ostfriesischen Zweig der „Deutschen Christentumsgesellschaft“ (1780) an. Zusammen mit etwa 20 Mitgliedern jener „Partikulargesellschaft“ (gegr. 1783) initiierte er Ende 1798 die „Missions-Sozietät vom Senfkorn“ und übernahm deren Vorsitz. Sie kann als ältester deutscher Missionsverein angesehen werden. 
Anlass der Gründung war das von Stracke und Johann Gottlieb Burckhardt, dem Prediger der deutschen Savoy-Gemeinde in London, 1798 herausgegebene Sendschreiben der Direktoren der „London Missionary Society“ (LMS; gegr. 1795) „an ihre Brüder jeder Gemeinde in Deutschland“. Darin bittet die LMS um Mithilfe am weltweiten Werk der Mission: „Erlauben Sie uns […], Sie einzuladen […], sich mit uns im Eifer und der Tätigkeit zu vereinigen, damit wir mit vereinter Kraft uns bestreben, den geistlichen Tempel des Jehova mitten unter den Heiden zu erbauen.“ Das Schreiben gehört zu den bedeutendsten Dokumenten der deutschen Missionsgeschichte im frühen 19. Jahrhundert.
Ihre Hauptaufgabe fand die Sozietät in der Unterstützung der LMS sowie der Herrnhuter Brüdermission (gegr. 1732) und von Johannes Jaenickes Missionsseminar in Berlin (1800). Vor ihrer Aussendung machten einige von Jänickes Kandidaten Station im Hatshausener Pfarrhaus, um in der englischen wie niederländischen Sprache unterrichtet und geistlich zugerüstet zu werden. 
Nach seinem Tod kam die Sozietät mehr und mehr zum Erliegen. Sie fand jedoch 1834 in der Gründung der „Ostfriesischen Evangelischen Missionsgesellschaft“ ihre Fortsetzung. Ein Jahrzehnt später gründeten deren Mitglieder den „Verein für Innere Mission“.

## Werke (Auswahl)
- Predigten zur Beförderung christlicher Wahrheit, Aurich 1795.
- [Hrsg.:] Sendschreiben der Directoren der neuen Mißions-Gesellschaft in  Großbritannien an ihre Brüder in Deutschland. Mit einer Vorrede von D. Johann Gottlieb Burckhardt Prediger in London, Oldenburg 1798.